# Microvalgus dubius
Microvalgus dubius är en skalbaggsart som beskrevs av Lea 1914. Microvalgus dubius ingår i släktet Microvalgus och familjen Cetoniidae. Inga underarter finns listade i Catalogue of Life.